# SeaTech
SeaTech è una grande école pubblica di ingegneria fondata nel 2014 dalla fusione di ISITV e Supmeca Tolone. È situata a La Garde nel campus dell'Università di Tolone.

## Struttura
La scuola è specializzata nelle scienze e nelle tecnologie del mare ed è organizzata in quattro macro aree:
- Ingegneria informatica e reti
- Scienze dei materiali
- Ingegneria meccanica
- Ingegneria navale